# Kléber Piot
Kléber Piot (Saint-Denis, 20 de outubro de 1920 - Enghien-les-Bains, 5 de janeiro de 1990) foi um ciclista francês que foi profissional entre 1943 e 1952. Em seu palmarés destaca o Critèrium Internacional de 1946.

## Palmarés
1946
- Critèrium Nacional (ex-æquo com Camille Danguillaume)

1951
- 1 etapa da Volta a Marrocos

## Resultados em Grandes Voltas
Durante a sua carreira desportiva tem conseguido os seguintes postos nas Grandes Voltas:
| Carreira           | 1944 | 1945 | 1946 | 1947 | 1948 | 1949 | 1950 | 1951 | 1952 |
| ------------------ | ---- | ---- | ---- | ---- | ---- | ---- | ---- | ---- | ---- |
| Giro d'Italia      | -    | -    | -    | -    | -    | -    | -    | -    | -    |
| Tour de France     | -    | -    | -    | 25º  | 13º  | -    | 6º   | -    | -    |
| Volta a Espanha    | -    | -    | -    | -    | -    | -    | -    | -    | -    |
| Mundial em Estrada | -    | -    | Ab.  | -    | -    | -    | -    | -    | -    |